# Theridion sadani
Theridion sadani är en spindelart som beskrevs av Monga och Singh 1989. Theridion sadani ingår i släktet Theridion och familjen klotspindlar. Inga underarter finns listade i Catalogue of Life.